# Gavotte des baisers
La Gavotte des baisers est une œuvre pour violon et piano de Francis Popy, arrangée ultérieurement pour orgue puis pour orchestre d'harmonie ou fanfare.

## Historique
Cette gavotte initialement composée pour violon et piano a été arrangée par August Schollaert pour l'orgue de danse construit en 1908 par Louis-François Hooghuys (nl). 
L'œuvre est enregistrée en 1920 dans son arrangement pour orchestre d'harmonie ou fanfare par l'Orchestre de la Garde républicaine sous la direction de César Bourgeois,. Auparavant, elle aurait été jouée par l'orchestre du Titanic lors du naufrage de ce paquebot en 1912, sans que cela soit clairement attesté. 
Une version symphonique est interprétée avec force bruits de baisers par l'Orchestre de Paris à l'occasion de son trentième anniversaire en 1997.

## Notoriété
France Musique diffuse la Gavotte des baisers dans ses programmes. L'INA l'intègre dans sa rétrospective à l'occasion de la Journée internationale du baiser 2015.